# Zespół Oldfielda
Zespół Oldfielda – genetycznie uwarunkowany zespół wad wrodzonych, prawdopodobnie dziedziczony autosomalnie dominująco, jeden z wariantów rodzinnej polipowatości gruczolakowatej, na który składają się bardzo liczne polipy jelita grubego współwystępujące ze zmianami skórnymi pod postacią licznych kaszaków lub też mnogich torbieli łojowych.
Zespół został opisany przez amerykańskiego lekarza Michaela Oldfielda, który w 1937 opublikował artykuł o zmianach skórnych, a w 1954 omówił ich skojarzenie z polipowatością jelita grubego. Opisana została tylko jedna rodzina, której w późniejszym okresie nie udało się odnaleźć. Nie ma pewności, czy zmiany skórne są pozajelitową manifestacją rodzinnej polipowatości gruczolakowatej, czy też przypadkową koincydencją. W leczeniu zalecana jest profilaktyczna kolektomia oraz niesteroidowe leki przeciwzapalne.
Obecnie zespół ten jest uważany za postać zespołu Gardnera.